# Ковалёво (Вологодская область)
Ковалёво — деревня в Кадуйском районе Вологодской области России.
Входит в состав Никольского сельского поселения, с точки зрения административно-территориального деления — в Никольский сельсовет.
Расположена на левом берегу реки Андога. Расстояние по автодороге до районного центра Кадуя — 26 км, до центра муниципального образования села Никольское — 2 км. Ближайшие населённые пункты — Митенская, Никольское, Новое, Солохта.

## Население
По переписи 2002 года население — 5 человек, по переписи 2010 года — 6 человек.